# Louis Veuillot

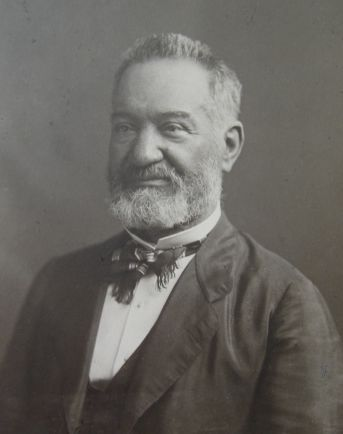
Louis Veuillot, fotograferad av Félix Nadar.

Louis Veuillot, född den 11 oktober 1813 i Boynes (departementet Loiret), död den 7 mars 1883 i Paris, var en fransk klerikal publicist.
Veuillot fick skaffa sig bildning på egen hand, började vid 19 års ålder skriva i tidningar och ådrog sig genom sin häftiga polemik flera dueller. Han var i unga år en lättsinnig skeptiker, tills han vid ett besök i Rom 1838 under stilla veckan rönte så starka intryck av de praktfulla religiösa ceremonierna, att han omvände sig till troende katolik och från denna stund ägnade sig åt den påvliga hierarkins försvar. Till en början skrev han uppbyggelseböcker, religiösa romaner, till och med psalmer.
Han var byråchef i inrikesministeriet 1842–1843 och därefter (1843–1883) medarbetare i tidningen Univers religieux, på vilken han tryckte sin prägel och vars huvudredaktör han blev 1848. Med kraft och talang, men hänsynslöst och lidelsefullt förde han där krig på liv och död mot den fria undervisningen och den moderna vetenskapen. Tidningen indrogs 1860, på grund av sin hållning mot Napoleon III:s italienska 
politik, men utgavs från 1867 ånyo av Veuillot i samma anda.
Vid första vatikankonsiliet 1869–1870 var Veuillot med i Rom och bidrog genom sin opinionsbildning till att få det gallikanskt sinnade franska prästerskapet att godkänna ofelbarhetsdogmen. Veuillots insatser gillades alltid varmt av påven och jesuiterna. 
Bland hans arbeten märks Rome et Lorette (med självbiografisk inledning, 1841; 11:e upplagan 1864), Les libres penseurs (1848, flera upplagor), Le parfum de Rome (1861, flera upplagor) och Les odeurs de Paris (1866). Veuillot utgav själv sina Mélanges religieux, historiques, politiques et littéraires (18 band, 1857–1876); hans Correspondance utkom i 7 band 1883–1892.
Veulliot anses ha stått modell för huvudpersonen i Émile Augiers satiriska komedi Le fils de Giboyer. Hans levnadsteckning skrevs av brodern Eugène Veuillot (3 band, går till 1869, 1899–1904).